# NGC 3359
NGC 3359 ist eine Balken-Spiralgalaxie mit ausgedehnten Sternentstehungsgebieten vom Hubble-Typ SBc im Sternbild Ursa Major. Sie ist schätzungsweise 49 Millionen Lichtjahre von der Milchstraße entfernt und hat einen Durchmesser von etwa 100.000 Lj.
Die Typ-II-Supernova SN 1985H wurde hier beobachtet.
Das Objekt wurde am 28. November 1793 von William Herschel mit einem 18,7-Inch-Reflektor entdeckt.

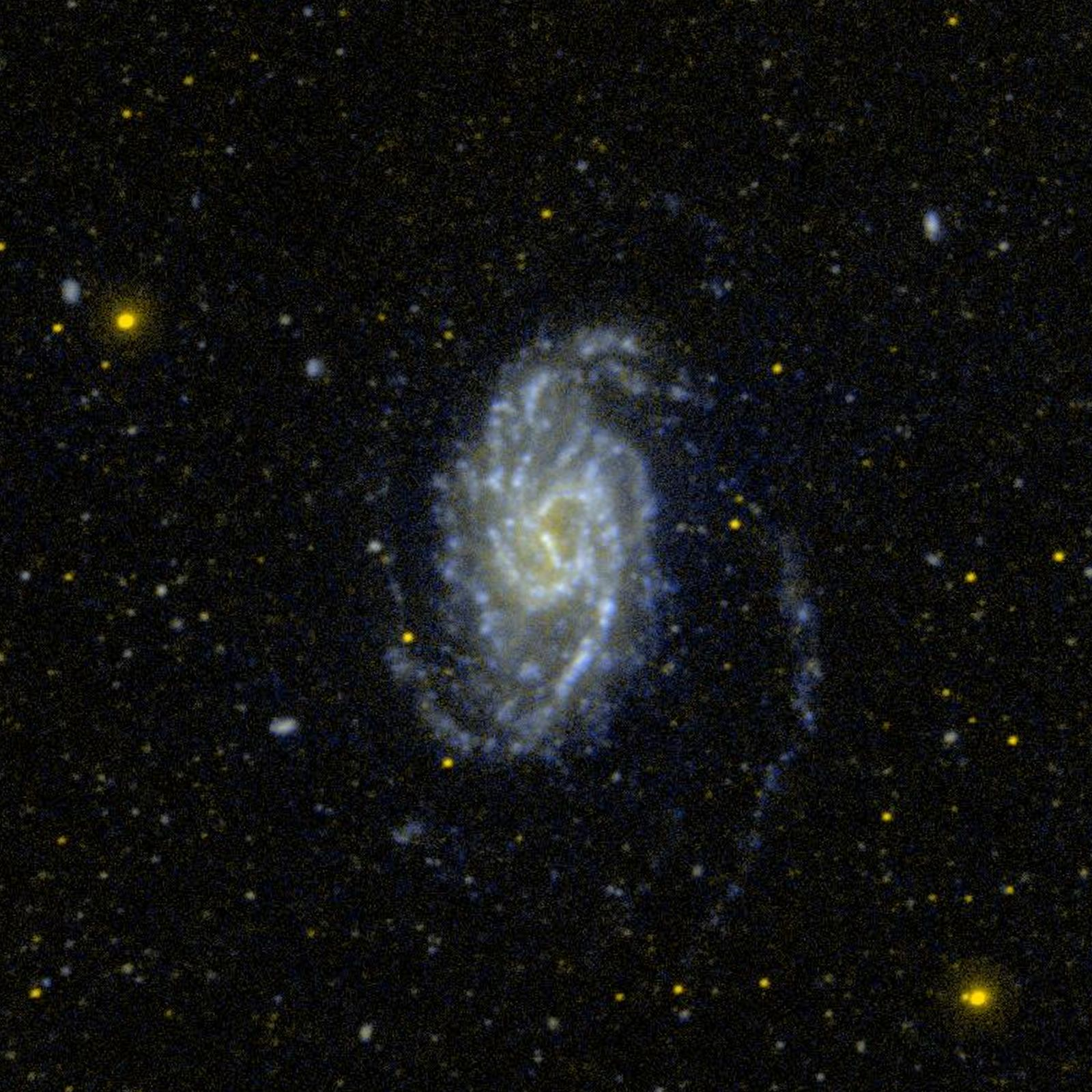
Ultraviolett-Aufnahme von GALEX